# Lijst van voetbalinterlands Nigeria - Sierra Leone
Deze lijst van voetbalinterlands is een overzicht van alle officiële voetbalwedstrijden tussen de nationale teams van Nigeria en Sierra Leone. De West-Afrikaanse landen hebben tot op heden twintig keer tegen elkaar gespeeld. De eerste ontmoeting, een vriendschappelijke wedstrijd, vond plaats op 14 oktober 1967 op een onbekende locatie in Sierra Leone. Het laatste duel, een kwalificatiewedstrijd voor de Afrika Cup 2023, werd gespeeld in Monrovia (Liberia) op 18 juni 2023.

## Wedstrijden
| №  | Plaats     | Datum             | Competitie                   | Wedstrijd              | Uitslag |
| -- | ---------- | ----------------- | ---------------------------- | ---------------------- | ------- |
| 1  | ?          | 14 oktober 1967   | Vriendschappelijk            | Sierra Leone − Nigeria | 1 − 1   |
| 2  | Lagos      | 27 januari 1968   | Vriendschappelijk            | Nigeria − Sierra Leone | 4 − 1   |
| 3  | Lagos      | 13 februari 1971  | Vriendschappelijk            | Nigeria − Sierra Leone | 1 − 0   |
| 4  | ?          | 4 december 1971   | Vriendschappelijk            | Sierra Leone − Nigeria | 0 − 0   |
| 5  | Freetown   | 16 oktober 1976   | WK 1978 kwalificatie         | Sierra Leone − Nigeria | 0 − 0   |
| 6  | Lagos      | 30 oktober 1976   | WK 1978 kwalificatie         | Nigeria − Sierra Leone | 6 − 2   |
| 7  | Lagos      | 1 september 1977  | Vriendschappelijk            | Nigeria − Sierra Leone | 2 − 0   |
| 8  | Freetown   | 18 september 1977 | Afrika Cup 1978 kwalificatie | Sierra Leone − Nigeria | 1 − 1   |
| 9  | Lagos      | 2 oktober 1977    | Afrika Cup 1978 kwalificatie | Nigeria − Sierra Leone | 2 − 0   |
| 10 | Lagos      | 4 juli 1987       | Afrika Cup 1988 kwalificatie | Nigeria − Sierra Leone | 3 − 0   |
| 11 | Freetown   | 18 juli 1987      | Afrika Cup 1988 kwalificatie | Sierra Leone − Nigeria | 2 − 0   |
| 12 | Lagos      | 17 juni 2000      | WK 2002 kwalificatie         | Nigeria − Sierra Leone | 2 − 0   |
| 13 | Freetown   | 21 april 2001     | WK 2002 kwalificatie         | Sierra Leone − Nigeria | 1 − 0   |
| 14 | Freetown   | 7 juni 2008       | WK 2010 kwalificatie         | Sierra Leone − Nigeria | 0 − 1   |
| 15 | Abuja      | 11 oktober 2008   | WK 2010 kwalificatie         | Nigeria − Sierra Leone | 4 − 1   |
| 16 | Lagos      | 9 februari 2011   | Vriendschappelijk            | Nigeria − Sierra Leone | 2 − 1   |
| 17 | Benin City | 13 november 2020  | Afrika Cup 2021 kwalificatie | Nigeria − Sierra Leone | 4 − 4   |
| 18 | Freetown   | 17 november 2020  | Afrika Cup 2021 kwalificatie | Sierra Leone − Nigeria | 0 − 0   |
| 19 | Abuja      | 9 juni 2022       | Afrika Cup 2023 kwalificatie | Nigeria − Sierra Leone | 2 − 1   |
| 20 | Monrovia   | 18 juni 2023      | Afrika Cup 2023 kwalificatie | Sierra Leone − Nigeria | 2 − 3   |

## Samenvatting
| Competitie              | Totaal gespeeld | Winst Nigeria | Gelijk | Winst Sierra Leone | Doelsaldo Nigeria – Sierra Leone |
| ----------------------- | --------------- | ------------- | ------ | ------------------ | -------------------------------- |
| WK-kwalificatie         | 6               | 4             | 1      | 1                  | 13 − 4                           |
| Afrika Cup-kwalificatie | 8               | 4             | 3      | 1                  | 15 − 10                          |
| Vriendschappelijk       | 6               | 4             | 2      | 0                  | 10 − 3                           |
| Totaal                  | 20              | 12            | 6      | 2                  | 38 − 17                          |

NFA · A-internationals · Selecties · Bondscoaches · Statistieken · Nigeriaans vrouwenelftal · Olympisch elftal · Nigeria U21 · Nigeria U20 · Nigeria U19 · Nigeria U18 · Nigeria U17
1950 – 1959 · 
1960 – 1969 · 
1970 – 1979 · 
1980 – 1989 · 
1990 – 1999 · 
2000 – 2009 · 
2010 – 2019 ·
2020 − 2029
CC 1995 · 
CC 2013
WK 1994 · 
WK 1998 · 
WK 2002 · 
WK 2010 · 
WK 2014 · 
WK 2018
OS 1968 · 
OS 1980 · 
OS 1988 · 
OS 1996 · 
OS 2000 · 
OS 2008 · 
OS 2016
1949 · 
1950 · 1951 · 1952 · 1953 · 1954 · 
1955 · 
1956 · 
1957 · 
1958 · 
1959 · 
1960 · 
1961 · 
1962 · 
1963 · 
1964 · 
1965 · 
1966 · 
1967 · 
1968 · 
1969 · 
1970 · 
1971 · 
1972 · 
1973 · 
1974 · 
1975 · 
1976 · 
1977 · 
1978 · 
1979 · 
1980 · 
1981 · 
1982 · 
1983 · 
1984 · 
1985 · 
1986 · 
1987 · 
1988 · 
1989 · 
1990 · 
1991 · 
1992 · 
1993 · 
1994 · 
1995 · 
1996 · 
1997 · 
1998 · 
1999 · 
2000 · 
2001 · 
2002 · 
2003 · 
2004 · 
2005 · 
2006 · 
2007 · 
2008 · 
2009 · 
2010 · 
2011 · 
2012 · 
2013 · 
2014 ·
2015 ·
2016 ·
2017 ·
2018 ·
2019 ·
2020 ·
2021 ·
2022
Algerije ·
Angola ·
Argentinië ·
Australië ·
Benin ·
Bosnië en Herzegovina ·
Botswana ·
Brazilië ·
Bulgarije ·
Burkina Faso ·
Burundi ·
Canada ·
Centraal-Afrikaanse Republiek ·
Colombia ·
Congo-Brazzaville ·
Congo-Kinshasa ·
Costa Rica ·
Denemarken ·
Duitsland ·
Ecuador ·
Egypte ·
Engeland ·
Equatoriaal-Guinea ·
Eritrea ·
Ethiopië ·
Frankrijk ·
Gabon ·
Gambia ·
Georgië ·
Ghana ·
Griekenland ·
Guinee ·
Guinee-Bissau ·
Ierland ·
IJsland ·
Indonesië ·
Iran ·
Italië ·
Ivoorkust ·
Jamaica ·
Japan ·
Joegoslavië ·
Jordanië ·
Kaapverdië · 
Kameroen ·
Kenia ·
Kroatië ·
Lesotho ·
Liberia ·
Libië ·
Luxemburg ·
Madagaskar ·
Malawi ·
Mali ·
Marokko ·
Mexico ·
Mozambique ·
Namibië ·
Nederland ·
Niger ·
Noord-Korea ·
Noord-Macedonië ·
Noorwegen ·
Oeganda ·
Oekraïne ·
Oezbekistan ·
Oostenrijk ·
Paraguay ·
Peru ·
Polen ·
Portugal ·
Roemenië ·
Rwanda ·
Saoedi-Arabië ·
Sao Tomé en Principe ·
Schotland ·
Senegal ·
Servië ·
Seychellen ·
Sierra Leone ·
Soedan ·
Spanje ·
Swaziland ·
Tahiti ·
Tanzania ·
Thailand ·
Togo ·
Tsjaad ·
Tsjechië ·
Tunesië ·
Uruguay ·
Venezuela ·
Verenigde Staten ·
Zambia ·
Zimbabwe ·
Zuid-Afrika ·
Zuid-Korea ·
Zweden ·
Zwitserland
Argentinië (2010) ·
Argentinië (2014) ·
Argentinië (2018) ·
Bosnië en Herzegovina (2014) ·
Burkina Faso (2013) ·
Frankrijk (2014) ·
Iran (2014) ·
IJsland (2018) ·
Kroatië (2018) ·
Zuid-Korea (2010)
SLFA · 
A-internationals · 
Sierra Leoons vrouwenelftal
1966 – 1979 · 
1980 – 1989 · 
1990 – 1999 · 
2000 – 2009 · 
2010 – 2019 ·
2020 − 2029
Algerije ·
Angola ·
Benin ·
Burkina Faso ·
Burundi ·
China ·
Comoren ·
Congo-Brazzaville ·
Congo-Kinshasa ·
Djibouti ·
Egypte ·
Equatoriaal-Guinea ·
Ethiopië ·
Gabon ·
Gambia ·
Ghana ·
Guinee ·
Guinee-Bissau ·
Irak ·
Iran ·
Ivoorkust ·
Jordanië ·
Kaapverdië ·
Kameroen ·
Kenia ·
Lesotho ·
Liberia ·
Malawi ·
Mali ·
Marokko ·
Mauritanië ·
Niger ·
Nigeria ·
Sao Tomé en Principe ·
Senegal ·
Seychellen ·
Soedan ·
Somalië ·
Swaziland ·
Togo ·
Tsjaad ·
Tunesië ·
Zambia ·
Zuid-Afrika